# Maria Assumptalyceum (Brussel)
Het Maria Assumptalyceum Brussel is een katholieke gemengde school voor gewoon secundair onderwijs in Laken van de Zusters der Christelijke Scholen West-Brabant. Dit lyceum geeft ASO, BSO (Schoonheidsverzorging) en TSO (Haarzorg en Moderealisatie en -verkoop). De school is genaamd naar het hoogfeest van Maria-Tenhemelopneming.
Samen met veertien andere Brusselse katholieke scholen behoort ze tot de Scholengemeenschap voor Katholiek Secundair Onderwijs Sint-Gorik.
De school is gevestigd in de Stalkruidlaan en telt circa 600 leerlingen, waarvan 120 in het eerste jaar.

## Geschiedenis
Het Maria Assumptalyceum werd door de Zusters der Christelijke Scholen West-Brabant opgericht in 1956 als een meisjesschool. De zusters hadden hun klooster in de gebouwen van wat nu de Kristus Koning-Assumpta Basisschool is. In 1963 werden het Nederlandstalig Maria Assumptalyceum en het Franstalig Lycée Maria Assumpta (FR) onafhankelijk. Voor jongens werd in dezelfde omgeving in 1968 het Jan van Ruusbroeckollege opgericht door de Jezuïeten. Sinds 1996 is de school gemengd geworden. Sinds 2005 werken er geen zusters meer.

## Opvoedingsproject
In haar opvoedingsproject wil deze school "een goede opvoeding verschaffen die gericht is op het leven van concrete kinderen of jongeren, die streeft naar een totale persoonsvorming, die getuigt van een voorkeurliefde voor de zwaksten, die steunt op persoonlijke relaties, die een bijzondere zorg voor geloofsopvoeding betoont en die veel van haar kracht uit samenwerking en communio haalt". 

## Architectuur
Het gebouw dat de school betrekt is een 5 verdiepingen hoog flatgebouw, dat geheel in de stijl van de jaren 1960 is gebouwd. 
Onlangs (2007) heeft de school een akkoord gesloten met de lagere school Kristus Koning-Assumpta om 5 extra lokalen te huren voor leerlingen van de hogere cyclus. In 2004 werd een tweede sporthal gebouwd. Er is ook nog een bijgebouw voor de TSO-richtingen.

## Informatica
De school doet haar best om de huidige trends op informatica gebied te volgen. Er zijn 4 computerklassen.